# Janheinz Jahn
Janheinz Jahn (* 23. Juli 1918 in Frankfurt am Main; † 20. Oktober 1973 in Messel, Landkreis Darmstadt) war ein deutscher Schriftsteller und einflussreicher Vermittler afrikanischer Literaturen in Deutschland.

## Leben
Janheinz Jahn studierte in den 1930ern Theaterwissenschaften und Arabistik in München und anschließend zwei Jahre italienische Kunstgeschichte in Perugia. 1939 wurde er zwar zur Wehrmacht eingezogen, konnte aber den Krieg über als Fronttheater-Schauspieler und Touristenführer für Soldaten arbeiten. Bis 1946 befand er sich in englischer Kriegsgefangenschaft und arbeitete dort als Dolmetscher.
Nach dem Krieg arbeitete er als freiberuflicher Schriftsteller und Redner. 1949 veröffentlichte er Diwan aus Al-Andalus, eine Sammlung von Nachdichtungen von Werken hispano-arabischer Dichter des 10. bis 13. Jahrhunderts.
1951 traf Jahn den Dichter und späteren senegalesischen Präsidenten Léopold Sédar Senghor in Frankfurt am Main. Seither widmete er sich der Sammlung von Literatur der Négritude und anderer afrikanischer Literatur in europäischen Sprachen, die er „neoafrikanisch“ nannte und mit Bibliografien, Übersetzungen und Essays bekannt machte. Von 1966 bis 1968 war er Generalsekretär des deutschen P.E.N.-Clubs. Senghor ernannte ihn zum senegalesischen Honorarkonsul.
Jahns Ehefrau beging 1968 Suizid und tötete zuvor auch eines der beiden gemeinsamen Kinder. In der Folgezeit lebte Jahn in Partnerschaft mit der Literaturwissenschaftlerin Ulla Schild (1938–1998).
Janheinz Jahn starb im Oktober 1973 an einem Herzinfarkt in seinem Haus in Messel.

## Ehrungen
1970 erhielt er den Johann-Heinrich-Voß-Preis für Übersetzung der Deutschen Akademie für Sprache und  Dichtung.

## Nachlass
Sein persönlicher Nachlass gehört heute dem Seminar für Afrikawissenschaften der Humboldt-Universität zu Berlin. Am Institut für Ethnologie und Afrikastudien der Universität Mainz befindet sich seit 1975 die Jahn-Bibliothek für afrikanische Literaturen, deren Grundlage die Büchersammlung Janheinz Jahns bildet und die bis 1998 von Ulla Schild betreut wurde.

## Schriften (Auswahl)

### Als Autor
- Diwan aus Al-Andalus. Nachdichtungen hispano-arabischer Lyrik. Schleber, Kassel 1949.
  - Neuausgabe unter dem Titel Andalusischer Liebesdiwan. Nachdichtungen hispano-arabischer Lyrik. Klemm, Freiburg i. Br. 1955.
- Muntu. Umrisse der neoafrikanischen Kultur. Diederichs, Düsseldorf 1958 (philosophische und kognitive Konzepte in afrikanischen und afroamerikanischen Kulturen, in viele Sprachen übersetzt, galt in den USA als eine „Bibel der Schwarzen“).
- Durch afrikanische Türen. Erlebnisse und Begegnungen in Westafrika. Diederichs, Düsseldorf 1960 (Reisebericht).
- Westafrikanische Impressionen. Peter-Presse, Darmstadt 1962.
- Geschichte der neoafrikanischen Literatur. Eine Einführung. Diederichs, Düsseldorf 1966.

### Als Übersetzer und Herausgeber
- Schwarzer Orpheus. Moderne Dichtung afrikanischer Völker beider Hemisphären. Hanser, München 1954 (eine Anthologie moderner afrikanischer und afroamerikanischer Poesie (mit 49 Gedichten von 28 Autoren aus 12 afrikanischen Staaten), insgesamt 161 Gedichte von 82 Autoren).
  - Schwarzer Orpheus. Moderne Dichtung afrikanischer Völker beider Hemisphären. Neue Sammlung. Hanser, München 1964 (erweiterte Neuausgabe mit 110 Gedichten von 60 Autoren aus 23 afrikanischen Staaten, insgesamt 256 Gedichte von 133 Autoren).
- Aimé Césaire: Sonnendolche – Poignards du Soleil. Lyrik von den Antillen. Wolfgang Rothe, Heidelberg 1956 (zweisprachige Ausgabe).
- Aimé Césaire: Und die Hunde schwiegen. Drama. Lechte, Emsdetten (Westfalen) 1956.
- Schwarze Ballade. Moderne afrikanische Erzähler beider Hemisphären. Diederichs, Düsseldorf 1957.
- Negro Spirituals. Fischer, Frankfurt am Main 1960.
- Das junge Afrika. Erzählungen junger afrikanischer Autoren. Desch, München 1963.
- Afrika erzählt. Erzähler südlich der Sahara. 19 Erzählungen. Fischer, Frankfurt am Main 1963.
- Wir nannten sie Wilde. Begegnungen in Übersee einst und jetzt. Aus alten und neuen Reisebeschreibungen. Ehrenwirth, München 1964.
- Die neoafrikanische Literatur. Gesamtbibliographie der neoafrikanischen Literatur. Diederichs, Düsseldorf 1965.
- Jubeltag auf Jamaica. Westindien in Erzählungen seiner besten zeitgenössischen Autoren. Erdmann, Herrenalb 1965.
  - Neuausgabe unter dem Titel Westindien. Die Literatur der karibischen Inselwelt (Reihe Moderne Erzähler der Welt, Bd. 13). Erdmann, Tübingen 1974.
- V. S. Naipaul: Blaue Karren im Calypsoland. Eine Geschichte aus Trinidad. Herrenalb: Erdmann, 1966. (orig.: Miguel street. Deutsch, London 1959).
- Léopold Sédar Senghor: Négritude und Humanismus. Diederichs, Düsseldorf 1967.
- Aimé Césaire: An Afrika. Gedichte. Hanser, München 1968.
- Süss ist das Leben in Kumansenu und andere Erzählungen aus Westafrika. Erdmann, Tübingen 1971.
  - Neuausgabe unter dem Titel Westafrika (Reihe Moderne Erzähler der Welt, Bd. 31). Erdmann, Tübingen 1975.